# Абулиш, Ибрагим
Ибрагим Абулиш (араб. إبراهيم أبو العيش‎, англ. Ibrahim Abouleish; 23 марта 1937 года, Маштуль-эс-Сук, Египет — 15 июня 2017) — египетский химик, предприниматель и менеджер, реализовавший принципы социального предпринимательства через созданный и руководимый им холдинг «Секем» (англ. SEKEM).
В 2003 году удостоен премии «За правильный образ жизни».

## Биография
Ибрагим Абулиш родился 23 марта 1937 года в египетском городе Маштуль-эс-Сук (мухафаза Шаркия).
Начиная с 1956 года, изучал химию и медицину в австрийском университете Граца, получив в 1969 году докторскую степень в области фармакологи.
В 1960 году женился; в браке родилось две дочери.
В Австрии работал на руководящих должностях в области фармацевтических исследованиях.
Во время визита в Египет в 1977 году столкнулся с проблемами на своей родине — экономический кризис, недостаточное образование, перенаселение, загрязнение окружающей среды.
Впечатлившись проблемами, после 20 лет проживания в Австрии решил вернуться с семьёй на родину в Египет.
В 1977 году Ибрагим Абулиш создал социальное венчурное предприятие «Секем» (англ. SEKEM) с целью «исцелить землю и людей».
Первое сельскохозяйственное предприятие «Секем» было создано на 70 акрах пустыни к северо-востоку от Каира.
В результате многолетней деятельности созданный и руководимый им холдинг является лидером рынка в органических продуктов и лекарственных средств растительного происхождения.
Компания продвигает идею использования биодинамических методов ведения сельского хозяйства с экологически обоснованным способом борьбы с вредителями, особенно при выращивании хлопка.
Ибрагим Абулиш стал видным египетским и мировым социальным предпринимателем — основывал школы, образовательные программы, медицинский центр, Академию прикладных искусств и наук, частный университет.
В 2003 году за «разработку модели XXI века» и разработку модели интеграции экономического успеха с социальным и культурным развитием общества при поддержке «экономики любви» удостоен премии «За правильный образ жизни».
Был женат, две дочери - Хелми Абулиш (Helmy Abouleish, 1961) и Мона Абулиш (Mona Abouleish, 1963), которые также пошли по стопам отца пройдя обучение в Harvard University на кафедре биохимии.